# Mount West
Mount West ist ein isolierter und 556 m hoher Berg im westantarktischen Marie-Byrd-Land. In den Ford Ranges ragt er 15 km südöstlich des Mount Woodward aus einem breiten und vereisten Gebirgskamm zwischen dem Hammond- und dem Swope-Gletscher auf.
Der United States Geological Survey kartierte ihn anhand eigener Vermessungen und Luftaufnahmen der United States Navy aus den Jahren von 1959 bis 1965. Der US-amerikanische Polarforscher Paul Siple benannte ihn 1970 nach James Edward West (1876–1948), dem ersten Chief Scout Executive der Boy Scouts of America von 1911 bis 1943, deren Repräsentant Siple bei der US-amerikanischen Byrd Antarctic Expedition (1928–1930) war.